# Rodrigo Barrera
Rodrigo Hernán Barrera Funes (né le 30 octobre 1970 à Santiago au Chili) est un joueur de football international chilien, qui évoluait au poste de attaquant.

## Biographie

### Carrière en club
Formé à l'Universidad Católica, Barrera fait ses débuts avec l'équipe première lors de la saison 1988. Il y joue trois périodes de sa carrière, inscrivant un total de 118 buts en 352 matchs et étant le deuxième buteur historique du club, derrière Fernando Zampedri.

### Carrière en sélection
Avec l'équipe du Chili, Barrera dispute 22 matchs (pour 5 buts inscrits) entre 1993 et 1998. Il figure notamment dans le groupe des sélectionnés lors de la coupe du monde de 1998 (sans toutefois jouer de matchs).
Il participe également aux Copa América de 1993 et de 1995.